# Ochtum
De Ochtum is een rivier in Nedersaksen en Bremen, Duitsland die voorbij de waterkering bij Lemwerder uitmondt in de Wezer.

## Verloop
De rivier ontstaat in de gemeente Weyhe, hemelsbreed 12 km ten zuiden van Bremen, uit de samenvloeiing van twee beken.
In de rivier monden diverse beken uit het 10–20 km ten zuiden van de Ochtum liggende Naturpark Wildeshauser Geest uit. Eén daarvan is de Delme, waaraan de stad Delmenhorst haar naam dankt. De rivier is bedijkt; in de laatste 10 km boven haar monding is er een systeem van zomer- en winterdijken en van enige polders, die bij hoog water onder water kunnen worden gezet.
De spuisluis bij de monding te Lemwerder is voorzien van een sluis ten gerieve van de vele op de rivier varende plezierboten.

## Geschiedenis
De naam van de rivier komt voor het eerst in 1158 in de geschiedenis voor als Ochtmund. Tot ca. 1950 voeren er nog veel kleine tjalken en andere vrachtschepen op de Ochtum. Zij vervoerden turf die was gewonnen in de uitgestrekte hoogveengebieden ten zuiden ervan. De Ochtum is weliswaar bedijkt, maar is vaak op catastrofale wijze buiten haar oevers getreden, voor het laatst bij de stormvloed van 1962, waarbij ook verscheidene doden te betreuren waren. Daarna werd de in 1976 voltooide waterkering bij Lemwerder gebouwd en de Ochtum voor de beroepsscheepvaart gesloten.
In 1989 werd een deel van de rivierloop verlegd, om de uitbreiding van Luchthaven Bremen mogelijk te maken.
Nabij de monding van de Ochtum in de Wezer is een rivierhaven aanwezig, die speciaal is uitgerust voor de overslag van grote onderdelen van windturbines.

## Galerij

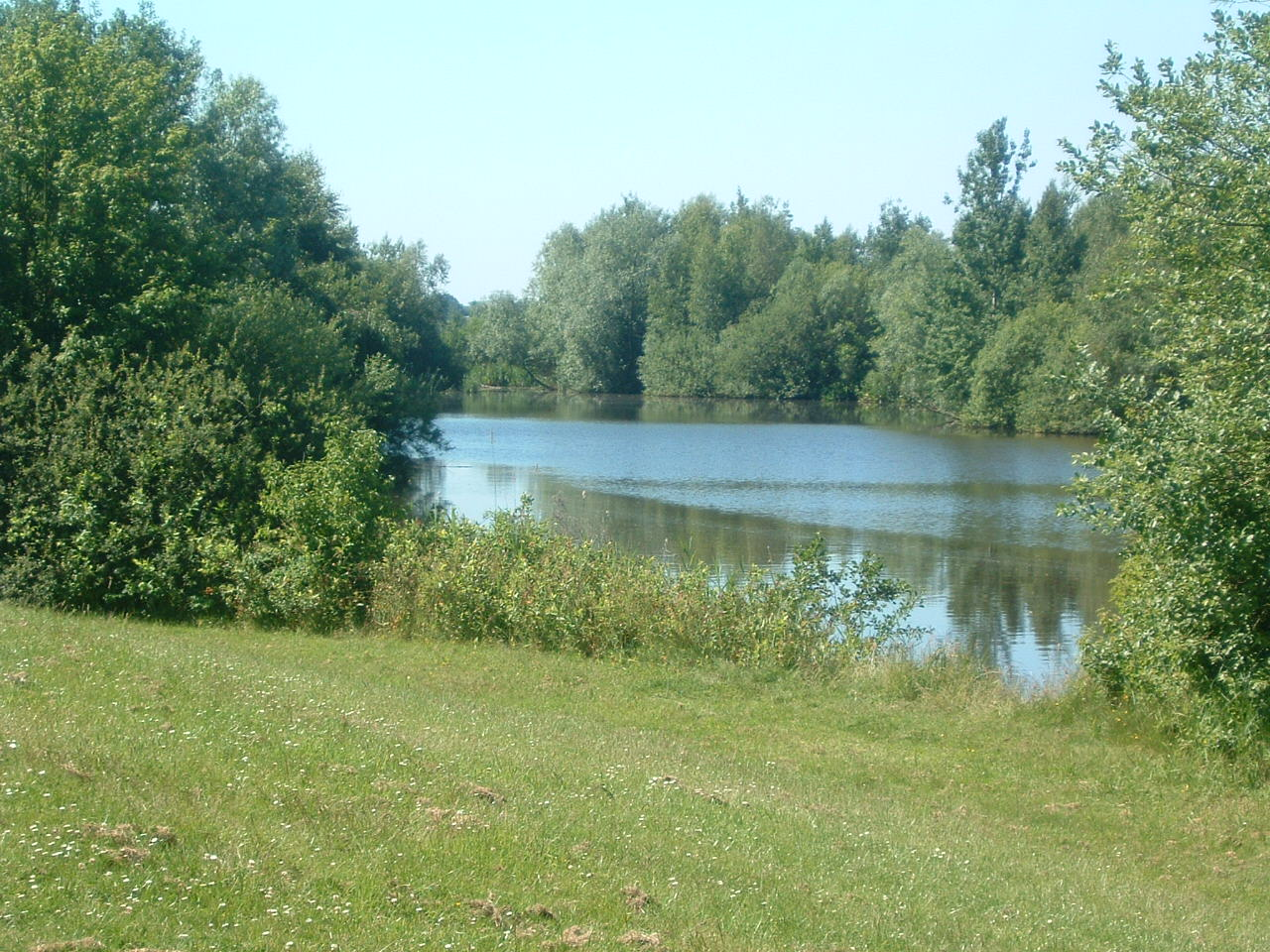
De Ochtum in het meer dan 230 ha grote Bremer stadspark Park links der Weser
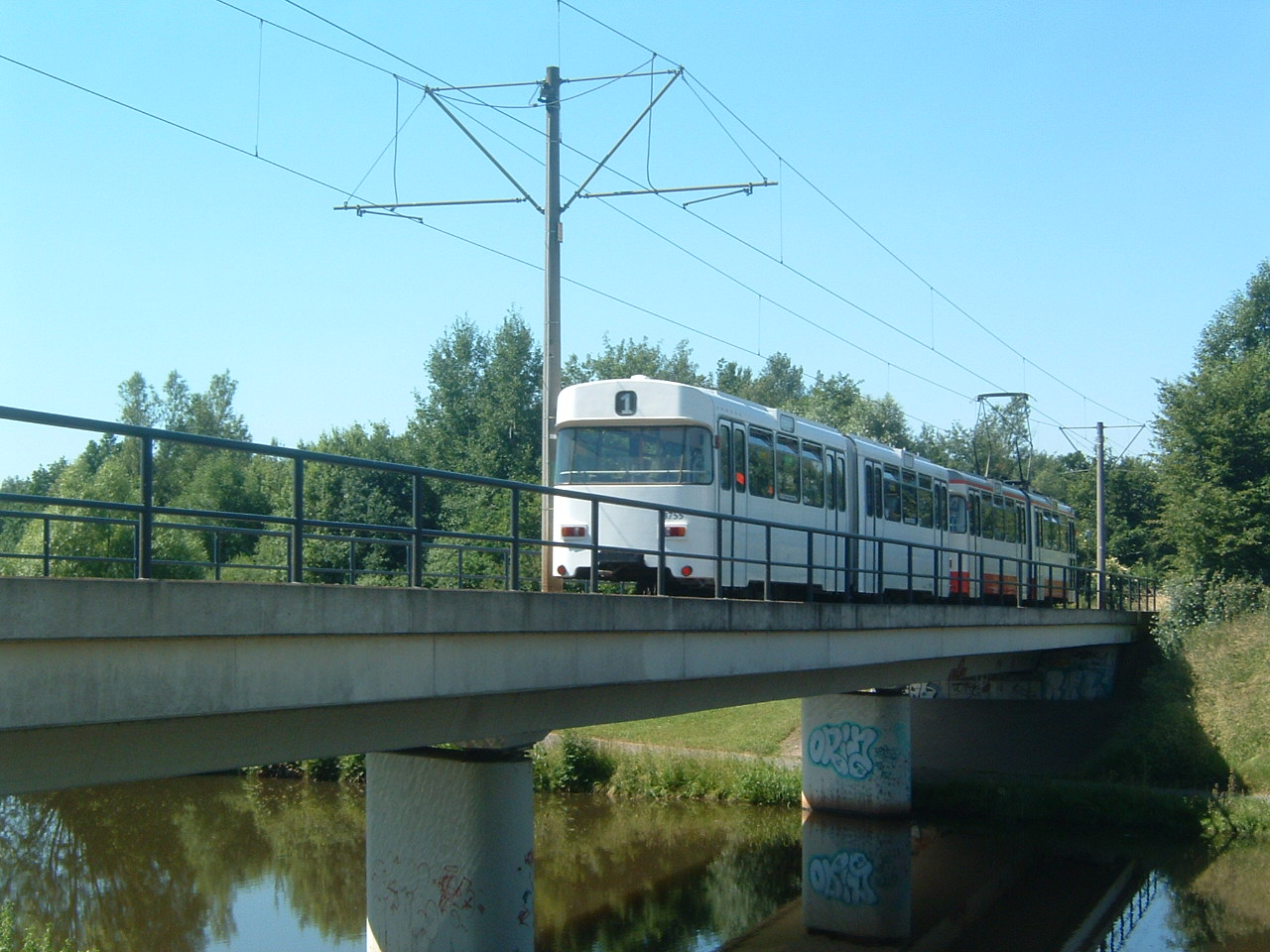
De tram van Bremen overbrugt de Ochtum
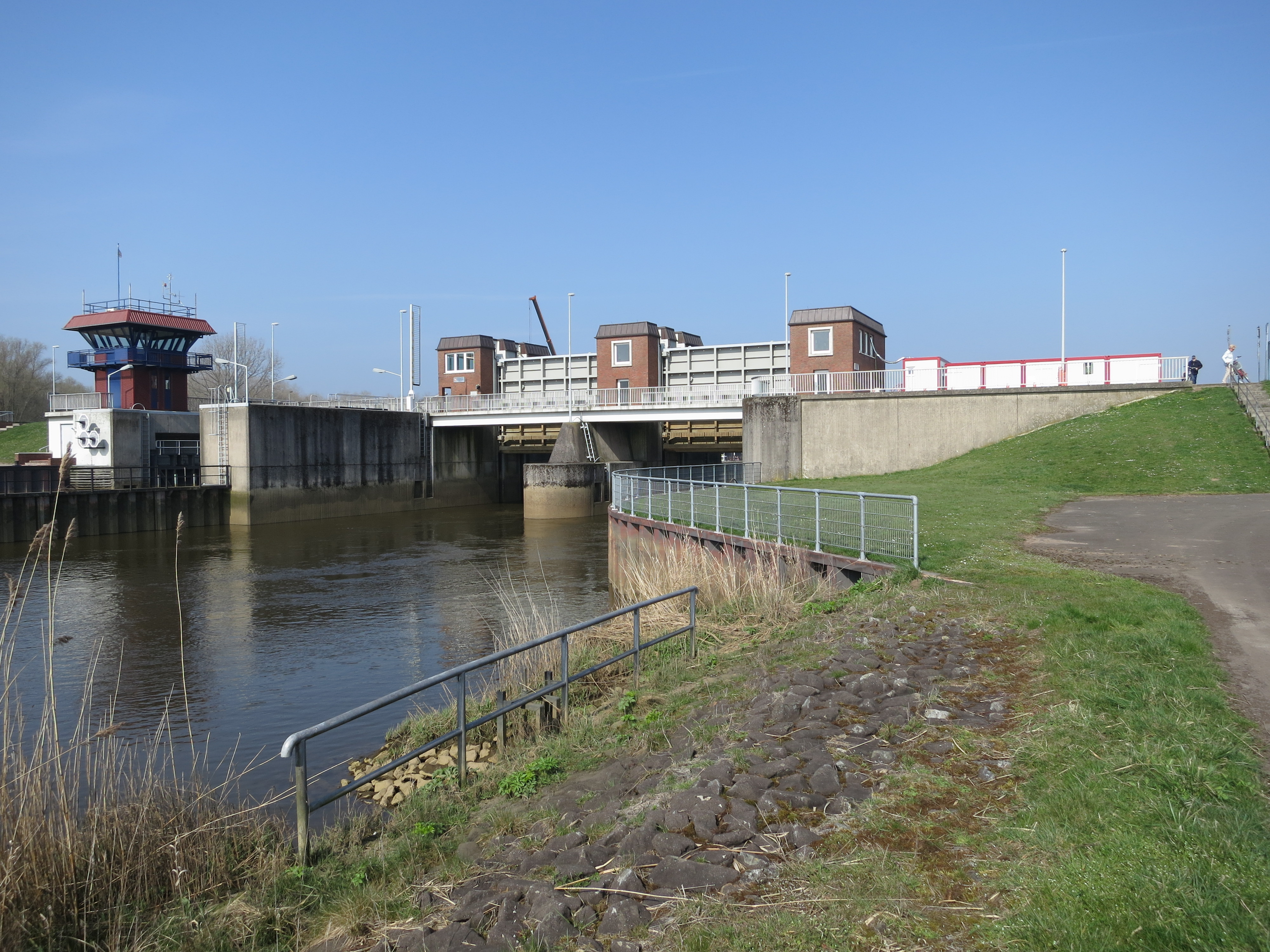
Ochtum-Sperrwerk waterkering (1)
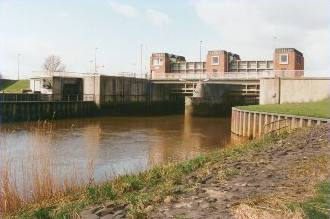
Ochtum-Sperrwerk waterkering (2)

## Niet te verwarren met
Aan de monding van de rivier de Ochtum, in de gemeente Lemwerder, ligt een gehucht, dat ook Ochtum heet.
- Virtual International Authority File: 248215361